# Großalb
Großalb ist ein Ortsteil der Gemeinde Maria Neustift in Oberösterreich.
Der Ortsteil Großalb befindet sich südwestlich von Maria Neustift in nach Süden exponierter Hanglage unterhalb der Alberhöhe 635 m ü. A. und besteht aus mehreren Straßenzeilen, die sich auf ca. 50 Höhenmeter erstrecken. Im Franziszeischen Kataster von 1826 ist der Ortsteil als Einzelgehöft Großalbergut in der Katastralgemeinde Buchschachen verzeichnet. In der Österreichischen Karte (Stand 2018) wird Großalb jedoch nicht als Ortsname geführt.
Auf die Alberhöhe führt der Heilsweg, ein mit mehreren Stationen ausgestalteter Pilgerweg, der bei der Wallfahrtskirche Maria Neustift beginnt und einen Rundweg mit Bergpanorama bildet. Der Rückweg des Heilsweges führt durch Großalb.